# Tatjana Melamed
Tatjana Melamed (ukrainisch Тетяна Меламед/ Tetjana Melamed; russisch Татьяна Меламед; * 3. Februar 1974 in Tschernihiw, Ukrainische SSR) ist eine ukrainisch-deutsche Schachspielerin. Seit 1999 trägt sie den FIDE-Titel Großmeister der Frauen (englisch Women Grand Master, WGM).
Die offizielle Schreibweise ihres Vornamens lautet sowohl bei der FIDE als auch beim DSB Tatjana. In manchen Quellen lautet die Schreibweise jedoch Tatiana.

## Schach
Im Jahr 1994 vertrat Melamed die Ukraine bei den Europameisterschaften der weiblichen Jugend (unter 20 Jahren) in Svitavy bei Litomyšl und erreichte einen geteilten 6. bis 9. Platz. Sie gewann 1996 die ukrainische Frauenmeisterschaft. Im Jahr 1996 gewann sie das offene Frauenturnier in Jalta vor Anna Zatonskih. Beim Rudenko-Gedenkturnier 1996 in Sankt Petersburg erreichte Melamed hinter Ljudmila Saizewa einen geteilten zweiten Platz, punktgleich mit Jekaterina Kowalewskaja und Tetjana Wassylewytsch. Im Jahr 1998 wurde sie hinter Jewgenija Owod erneut geteilte Zweite, diesmal zusammen mit Henrietta Lagwilawa in Sankt Petersburg. Im Jahr 2001 gewann sie das Turnier in Sankt Petersburg vor Olga Zimina.
In den Jahren 2004 und 2006 spielte sie bei Offenen Deutschen Meisterschaften der Frauen. Im Jahr 2004 wurde sie in Osterburg Zweite hinter Sandra Krege und vor Tina Mietzner. 2006 in Bad Königshofen belegte sie ebenfalls den zweiten Platz, hinter Petra Blažková und vor Tatjana Vasilevich.
Die höchste Weltranglistenplatzierung erreichte sie im Juli 1999 mit dem geteilten 41. Platz der Weltrangliste der Frauen und dem fünften Platz unter den ukrainischen Spielerinnen.

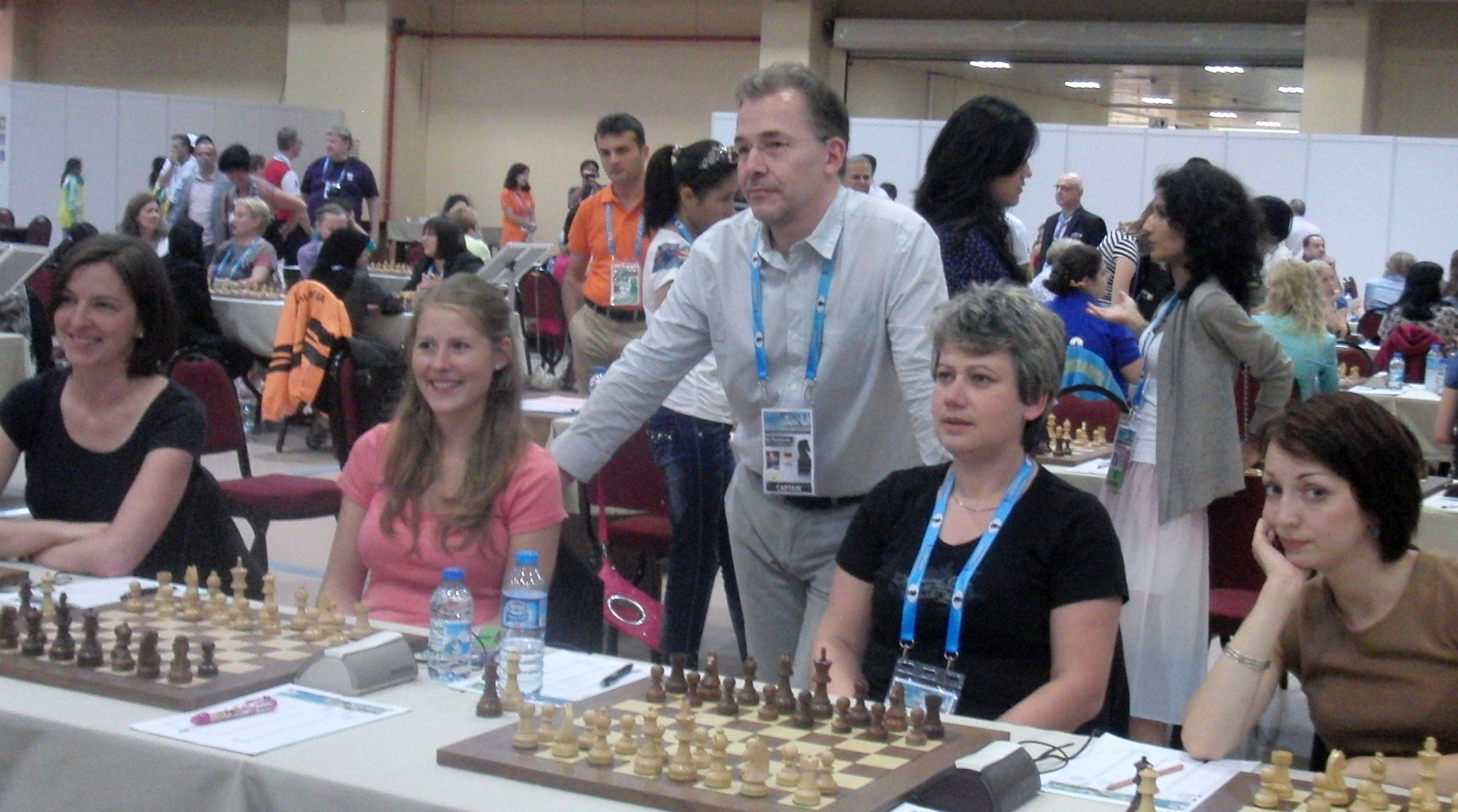
Schacholympiade 2012 in Istanbul: Michna, Ohme, Melamed und Pähtz

### Nationalmannschaft
Mit der deutschen Frauenmannschaft nahm Melamed an den Schacholympiaden 2012 und 2014 und der Mannschaftseuropameisterschaft 2013 teil.

### Vereine
In der ukrainischen Mannschaftsmeisterschaft nahm Melamed zweimal mit reinen Frauenmannschaften teil (1999 mit der Rudenko School Cherson, 2000 mit der Frauenauswahl des A. V. Momot Schachklub Donezk) und erreichte jeweils den sechsten Platz.
In Deutschland spielte Melamed von 2002 bis 2011 für den ESV Nickelhütte Aue (unter anderem in der Saison 2010/11 in der 1. Bundesliga). Seit 2011 spielt sie in der Oberliga Ost für Aufbau Elbe Magdeburg.
Seit 2003 ist sie außerdem als Gastspielerin im Frauenspielbetrieb aktiv. Zunächst spielte sie für den SC Leipzig-Gohlis (in der Saison 2003/04 in der 2. Frauenbundesliga, in der Saison 2004/05 in der 1. Frauenbundesliga). Von 2005 bis 2015 spielte sie für den USV Halle (seit 2006 USV Volksbank Halle), mit dem sie 2007 und 2010 die Frauenbundesliga gewann, seit 2015 spielt sie für den SC Bad Königshofen, mit dem sie 2019 und 2021 den Titel gewann.
Am European Club Cup der Frauen nahm sie sechsmal teil; 1996, 1997 und 1998 für die Grandmaster School Kiew, 1999 für die Rudenko School Cherson, die den Wettbewerb gewann, 2000 für Donbass Altschewsk und 2007 für den USV Volksbank Halle.